# Уинстън (град, Орегон)
Уинстън (на английски: Winston) е град в окръг Дъглас, щата Орегон, САЩ. Уинстън е с население от 5490 жители (2006) и обща площ от 5,5 km². Намира се на 166,1 m надморска височина. ЗИП кодът му е 97496, а телефонният му код е 541.